# Onkelos
Onkelos (ebraico: אונקלוס) (Roma, I secolo – II secolo) è stato un rabbino romano, rinomato convertito all'ebraismo, saggio Tanna della 3ª generazione (35 – 120 e.v.), considerato l'autore del famoso Targum Onkelos (c. 110 CE).

## Onkelos nel Talmud
Onkelos è menzionato più volte nel Talmud. Secondo le fonti tradizionali ebraiche, era un importante nobile romano, nipote dell'Imperatore Tito. Secondo Rabbi Eliyahu di Vilna, era un nipote di Adriano e non di Tito. La sua conversione è il soggetto di una storia che narra di come avesse inizialmente consultato gli spiriti di tre defunti nemici di Israele per vedere come i Figli di Israele se la cavassero nel mondo a venire Il primo era suo zio Tito, che è stato incolpato della distruzione del Secondo Tempio; il secondo era  il veggente Balaam, assunto da Balak re dei Moabiti a maledire Israele; e l'ultimo fu "poshi", termine traducibile come "eretico diffamatore dei Saggi". Si dice che Onkelos vide tutti loro soggetti a punizioni umilianti per aver danneggiato Israele . Il Talmud di Gerusalemme indica il soggetto di queste storie col nome di Aquila, un altro convertito all'ebraismo, che tradusse la Bibbia in greco. Le storie dei due uomini si sono confuse tra di loro, a causa della somiglianza dei nomi. Un'altra teoria asserisce che "Onkelos" è semplicemente una variante di "Aquila", nome applicato in errore  alla traduzione aramaica, invece che a quella greca.
Dopo la sua conversione, il Talmud registra una storia di come l'imperatore romano cercò di far arrestare Onkelos. Onkelos citò i versetti del Tanakh alla prima legione romana che andò ad arrestarlo, e la legione si convertì. Anche la seconda legione si convertì, dopo che Onkelos giustappose la guida personale di Israele da parte di Dio nei Numeri alla gerarchia sociale dell'Impero Romano. Usò una tattica simile anche per la terza legione, dove Onkelos paragonò la sua mezuzah ad un simbolo di Dio che protegge la casa di ogni ebreo, contrastandola ad un re romano che usa i suoi servi per proteggerlo. Anche la terza legione si convertì e non ne inviarono altre.

## Il Targum di Onkelos
Secondo la tradizione, Onkelos scrisse il suo Targum come esposizione dell'interpretazione "ufficiale" della pshat (o significato basilare) della Torah, ricevuta da Rabbi Eliezer ben Hurcanus. Ciò aiutò a canonizzare lo status sia di Onkelos che del suo Targum nella tradizione ebraica.